# Borg hajók
A Borg hajók a kitalált Star Trek univerzumában szereplő, igen erős borg faj űrhajói. A faj a teljes tökéletesség elérésére törekszik, és ennek elérésére hatalmas és erős hajókat épített.

## Általános információk

Egy borg gömb

Egy borg kocka

Borg taktikai kocka

A Borg-királynő "Gyémánt hajója"

2364-es legelső Alfa kvadránsbeli útjuk óta a borgok minden általuk felfedezett fajra komoly fenyegetést jelentettek. A kapcsolatfelvétel eredménye két föderációs csillagbázis és ismeretlen számú romulán egység pusztulása volt a  Semleges Zóna határán. A 2365-ös találkozás, amely a Q nevű lénynek köszönhető, az USS Enterprise-D megtámadásához vezetett, 18 legénységi tag meghalt, a hajó pedig majdnem elpusztult. 
A borgok a következő támadás során elpusztították a föderációs New Providence kolóniát és a Lalo csillaghajót. A Wolf 359-nél lezajlott csata pedig 39 Csillagflotta hajó megsemmisülésével és 11.000 ember halálával végződött. 
A borg hajók általában nagyon egyszerű tervezési filozófia alapján készülnek, kivéve azt, amely az android Lore irányításával készült. Minden más borg hajó kockaszerű (ami a borg esztétikai érdektelenségét is hűen tükrözi), minden irányítási rendszerrel a fedélzetén. Az egész hajót egy adaptív pajzsrendszer védi, ami igen rugalmas és erős; amikor a pajzs már adaptálódott egy fegyverre, az már nem tehet kárt benne. 
A Csillagflotta megpróbálta kiküszöbölni ezt a problémát egy olyan fegyver tervezésével, amely minden feltöltéskor újrahangolódik, és ezzel némi sikert is elértek. Egy borg kocka még akkor is képes működni, ha a 80%-a elpusztul; a Typhon szektorbeli csatában egy egész flotta plusz az erősítés csak egy borg Kocka külső borítását tudta megrongálni a folyamatos kemény támadások ellenére. 
Még ha a hajó főrendszerei meg is rongálódnak, a nanotechnológián alapuló javító rendszerek folytathatják az újraépítést. 
A borgok fegyverzete jelentős, mint a védelmi kapacitásuk. Az általános taktikájuk az, hogy egy nagy energiájú vonósugár vagy speciális energiafegyver segítségével leszedik az áldozat pajzsát, és megzavarják a szubtérmezőt, majd egy lézersugárral szétvágják a hajót. A "feldarabolt" hajó részeit egy borg hajó belsejébe viszik, ahol a technológiát és az életben maradottakat asszimilálják. 
A Csillagflotta folytatja az új technológiák tervezését, és új erős hajók gyártását, hogy megelőzhessenek egy a borgokéhoz hasonló fenyegetést. De a természetükből adódóan nem valószínű, hogy valaha is teljes vereséget szenvednének a Föderációtól. A diplomáciai megoldások teljesen eredménytelenek. De Kathryn Janewaynek, a USS Voyager kapitányának, aki sikeresen megzavarta kollektíva működését, sikerült kirobbantania egy felkelést a borgok ellen.

## Típusok
Felderítő: A Felderítő típus lényegében egy miniatűr Kocka, mindössze 5 dolgozóból álló legénységgel. A hajó megközelítőleg néhány méter élhosszúságú, és mintegy 2,5 millió tonnás jármű. A típus feladata, hogy felbecsülje olyan új fajoknak a képességeit és technológiáját, amikkel találkoznak.
Szonda: A Szonda-típus egy igen kis méretű, és viszonylag kevésbé felfegyverzett típus. A borgok valószínűleg kisebb ellenállású célok asszimilálására és felderítésekre használják. Gyakran nevezik „koporsó osztály”-nak is.
Gömb: Borg Gömbbel először 2373-ban, a 001-es szektornál lezajlott csatában találkozhattak. Az elpusztult Kocka utoljára még kilőtt egy Gömböt, amely dolgozók egy kis csoportját szállította. A Gömb egy temporális vortexet hozott létre, és visszautazott 2063-ba, hogy megelőzhesse a Föderáció kialakulását. 
A Sovereign osztályú USS Enterprise-E követte a Gömböt a vortexben. Az Enterprise kvantumtorpedókkal megsemmisítette a Gömböt, de néhány borg dolgozó a hajó fedélzetére sugározta magát, és elkezdték asszimilálni azt. A Borg-királynő közvetlen felügyeletével zajló asszimilációt sikerült megállítani, és a dolgozókat a királynővel együtt elpusztítani. 
Ezután a Voyager már többször is találkozott Gömbökkel a Delta Kvadránsban. A Voyager legénysége egyszer egy transztér-tekercset is ellopott az egyik Gömbről, és néhányukat rövid időre asszimilálták 2375-ben egy másik fedélzetén. A hajó visszatérésekor az Alfa Kvadránsba a transztér-alagútban egy Gömb üldözte a Voyagert, de nem sokkal később megsemmisült. 
A Gömbök valószínűleg jóval kevesebb számban léteznek, mint a borg Kockák. Lehetséges, hogy különböző speciális konfigurációkkal készülnek, de a borgok természetét ismerve valószínűbb, hogy a hajók gyorsan képesek adaptálódni mindenféle küldetéshez. A viszonylag korlátozott fegyverzet és védelmi képesség miatt a Gömbök inkább tudományos vagy felderítő célú hajók lehetnek. 
A Voyager visszatérte után az exborg Hét Kilenced rengeteg információval szolgálhat a Kollektíváról. Eddig a Csillagflotta semmilyen új információt nem szolgáltatott ki.
Kocka: Ez a típus a borgok legáltalánosabb és legnagyobb hajóosztálya, valószínűleg a legnagyobb példányszámban elkészült típus. Először 2365-ben, Q-nak köszönhetően találkozott vele a föderációs USS Enterprise. Később, szinte minden találkozást a borgokkal kockahajók képviseltek, leszámítva a delta kvadránsbelieket, illetve a Lore android által uralt borgok speciális hajóját.
Taktikai kocka: Elsőként a Voyager találkozott vele és meggyőződhetett arról, hogy ez a borgok eddigi legerősebb fegyvere.
A királynő hajója, más néven: "Gyémánt hajó": A Borg-királynő hajója rombusz alakja miatt kapta a "Gyémánt hajó" elnevezést. A hajóról nagyon keveset lehet tudni, mivel ismeretek szerint egyetlen példány létezett csak a királynő személyes használatára. A többi borg hajóhoz hasonlóan ez a hajó is jól felfegyverzett, torpedókkal, pajzzsal rendelkezik, és térváltásra is képes. 
2375-ben Hét Kilenced a hajóra került, miután a királynő elrabolta, és megpróbálta visszatéríteni a kollektívába, mert felkeltette az érdeklődését, milyen jól visszaszokott az emberi közösségbe, de Hét Kilenced mindvégig ellenállt. Ezt követően a 10026-os faj asszimilálását is végig kellett néznie, majd miután kimenekítették róla, és a hajó üldözőbe vette a Delta Kompot, nemsokára megsemmisült, amikor a USS Voyager összeomlasztotta a szubtér-járatot körülötte.
Transz-warp prototípus: Ezt a hajót az Enterprise-D által, a kollektívától függetlenné vált Hugh és társai építették, majd az android Lore átvette felette az irányítást. Végül egy összecsapásban, az átmenetileg Beverly Crusher által irányított Enterprise-D megsemmisítette a borg hajót egy, a hajó fézereivel generált napkitöréssel.